# كونتية
كونتيّة هي مقاطعة يحكمها كونت، وهي نوع من التقسيمات الجغرافية المعترف بها رسميًا داخل دولة حديثة أو ولاية اتحادية أو مقاطعة. تُعرَّف الكونتيّة بطرق مختلفة، لكنها عادةً ما تكون تقسيمات إدارية رسمية حالية أو سابقة ضمن أنظمة الحكم المحلي، ومن هذه الناحية تكون الكونتيّة أكبر من البلديات. في البلدان الناطقة بالإنجليزية القديمة، يمكن أن تشير كلمة كونتيّة إلى مناطق تاريخية تقليدية مثل تلك الموجودة في إنجلترا واسكتلندا وويلز.
ويُستخدم المصطلح أحيانًا أيضًا لوصف مناطق لأغراض غير حكومية محددة، مثل المحاكم أو تسجيل الأراضي.

## قائمة الكونتيات التاريخية
- كونتية برشلونة
- كونتية تيرول
- كونتية البرتغال
- كونتية فلانديرز
- كونتية نامور
- كونتية أرتوا
- كونتية الرها
- كونتية طرابلس